# Championnat du monde d'échecs 1960

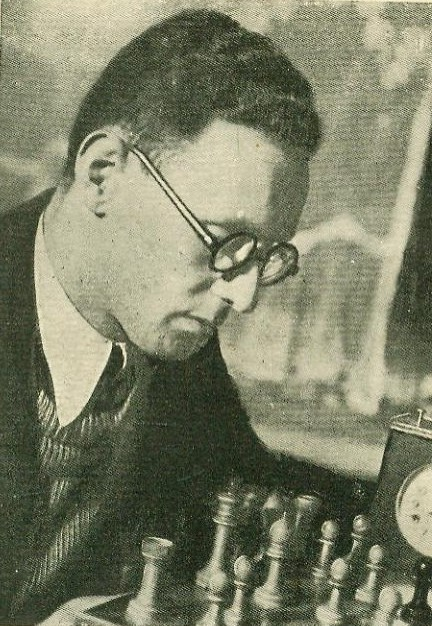
Mikhail Botvinnik (1933)

Le Championnat du monde d'échecs 1960 a vu s'affronter le tenant du titre, Mikhail Botvinnik, et Mikhail Tal à Moscou du 15 mars au 7 mai 1960. Mikhaïl Tal l'a remporté avec 4 points d'avance pour devenir le huitième champion du monde d'échecs. Néanmoins, en 1961, ils disputèrent un match revanche gagné par Mikhail Botvinnik, qui parvint à reconquérir son titre.

## Qualifications
En février 1958, Mikhaïl Tal remporta le Championnat d'échecs d'URSS, qui était un tournoi zonal qualificatif pour le tournoi interzonal de Portoroz.
En 1958, Tal remporta le tournoi interzonal de Portoroz, puis, en 1959, le tournoi des candidats de Bled (Slovénie)-Zagreb-Belgrade, à 1,5 point d'avance sur Paul Kérès, arrivé deuxième mais qui l'a battu trois fois en quatre parties.
Botvinnik est considéré favori par la majorité des pronostics.

## Résultats
Le match est joué au meilleur des 24 parties. En cas d'ex æquo 12-12, le tenant du titre conserve son titre.
|                   | 1 | 2 | 3 | 4 | 5 | 6 | 7 | 8 | 9 | 10 | 11 | 12 | 13 | 14 | 15 | 16 | 17 | 18 | 19 | 20 | 21 | Points |
| ----------------- | - | - | - | - | - | - | - | - | - | -- | -- | -- | -- | -- | -- | -- | -- | -- | -- | -- | -- | ------ |
| Mikhail Tal       | 1 | ½ | ½ | ½ | ½ | 1 | 1 | 0 | 0 | ½  | 1  | ½  | ½  | ½  | ½  | ½  | 1  | ½  | 1  | ½  | ½  | 12½    |
| Mikhail Botvinnik | 0 | ½ | ½ | ½ | ½ | 0 | 0 | 1 | 1 | ½  | 0  | ½  | ½  | ½  | ½  | ½  | 0  | ½  | 0  | ½  | ½  | 8½     |

## Une partie caractéristique du style de Tal
Mikhaïl Botvinnik-Mikhaïl Tal, Championnat du monde d'échecs 1960, 6e partie
Tal sacrifie un cavalier pour l'attaque (21...Cf4) et Botvinnik est incapable de trouver une bonne défense dans le temps imparti ; son 25e coup est une erreur qui ruine sa partie.
1. c4 Cf6 2. Cf3 g6 3. g3 Fg7 4. Fg2 0-0 5. d4 d6 6. Cc3 Cbd7 7. 0-0 e5 8. e4 c6 9. h3 Db6 10. d5 cxd5 11. cxd5 Cc5 12. Ce1 Fd7 13. Cd3 Cxd3 14. Dxd3 Tfc8 15. Tb1 Ch5 16. Fe3 Db4 17. De2 Tc4 18. Tfc1 Tac8 19. Rh2 f5 20. exf5 Fxf5 21. Ta1 Cf4 22. gxf4 exf4 23. Fd2 Dxb2 24. Tab1 f3 25. Txb2 fxe2 26. Tb3 Td4 27. Fe1 Fe5+ 28. Rg1 Ff4 29. Cxe2 Txc1 30. Cxd4 Txe1+ 31. Ff1 Fe4 32. Ce2 Fe5 33.f4 Ff6 34. Txb7 Fxd5 35. Tc7 Fxa2 36. Txa7 Fc4 37. Ta8+ Rf7 38. Ta7+ Re6 39. Ta3 d5 40. Rf2 Fh4+ 41. Rg2 Rd6 42. Cg3 Fxg3 43. Fxc4 dxc4 44. Rxg3 Rd5 45. Ta7 c3 46. Tc7 Rd4 47. Td7+ 0-1.